# Rheinberger (Schuhfabrik)

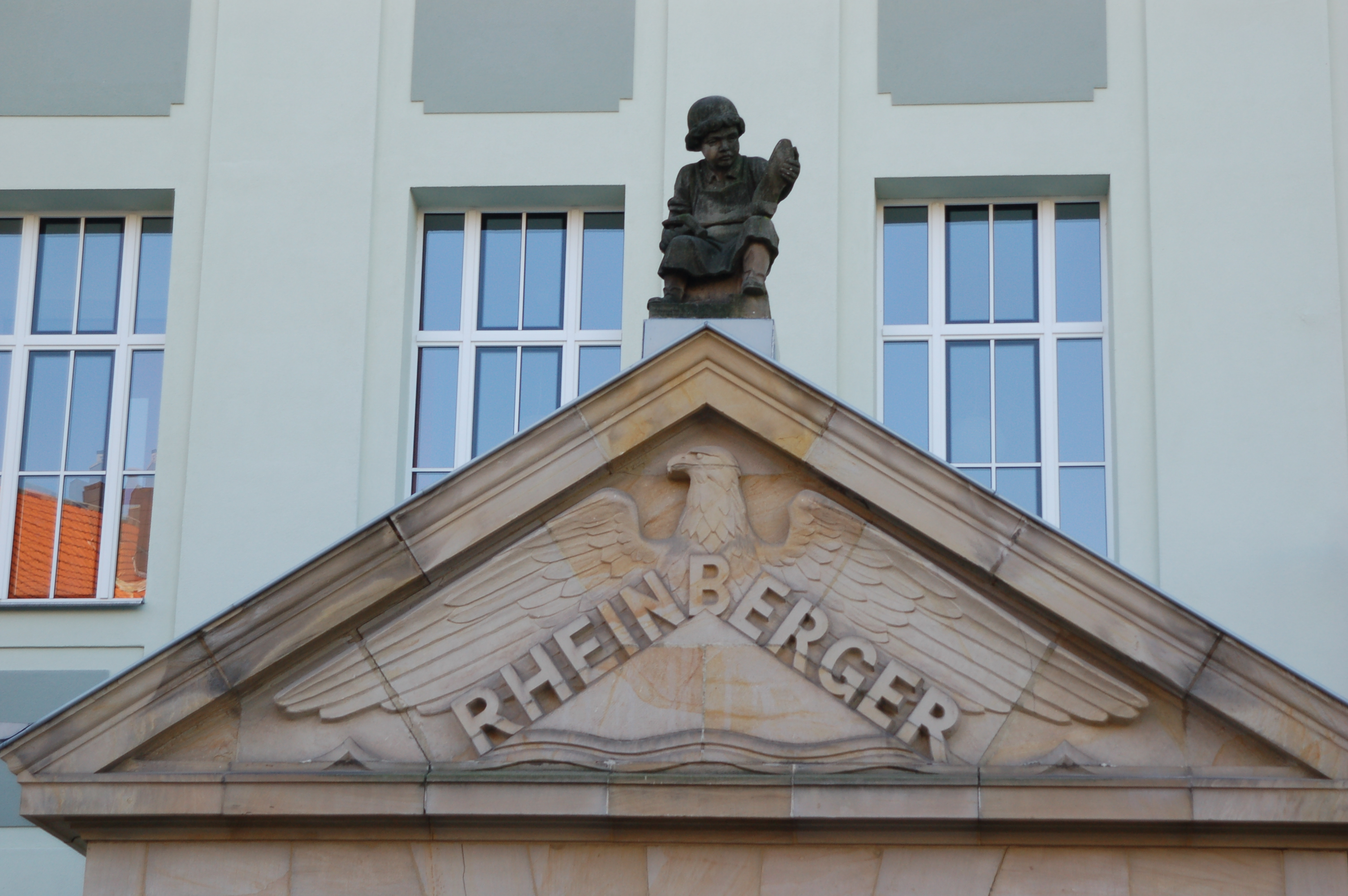
Dach über dem Eingang des Rheinberger-Gebäudes mit einem Schuster

Eduard Rheinberger AG war der Name einer Schuhfabrik in Pirmasens. Der Betrieb war mit über 2500 Mitarbeitern zeitweise Deutschlands größte Schuhfabrik.

## Geschichte

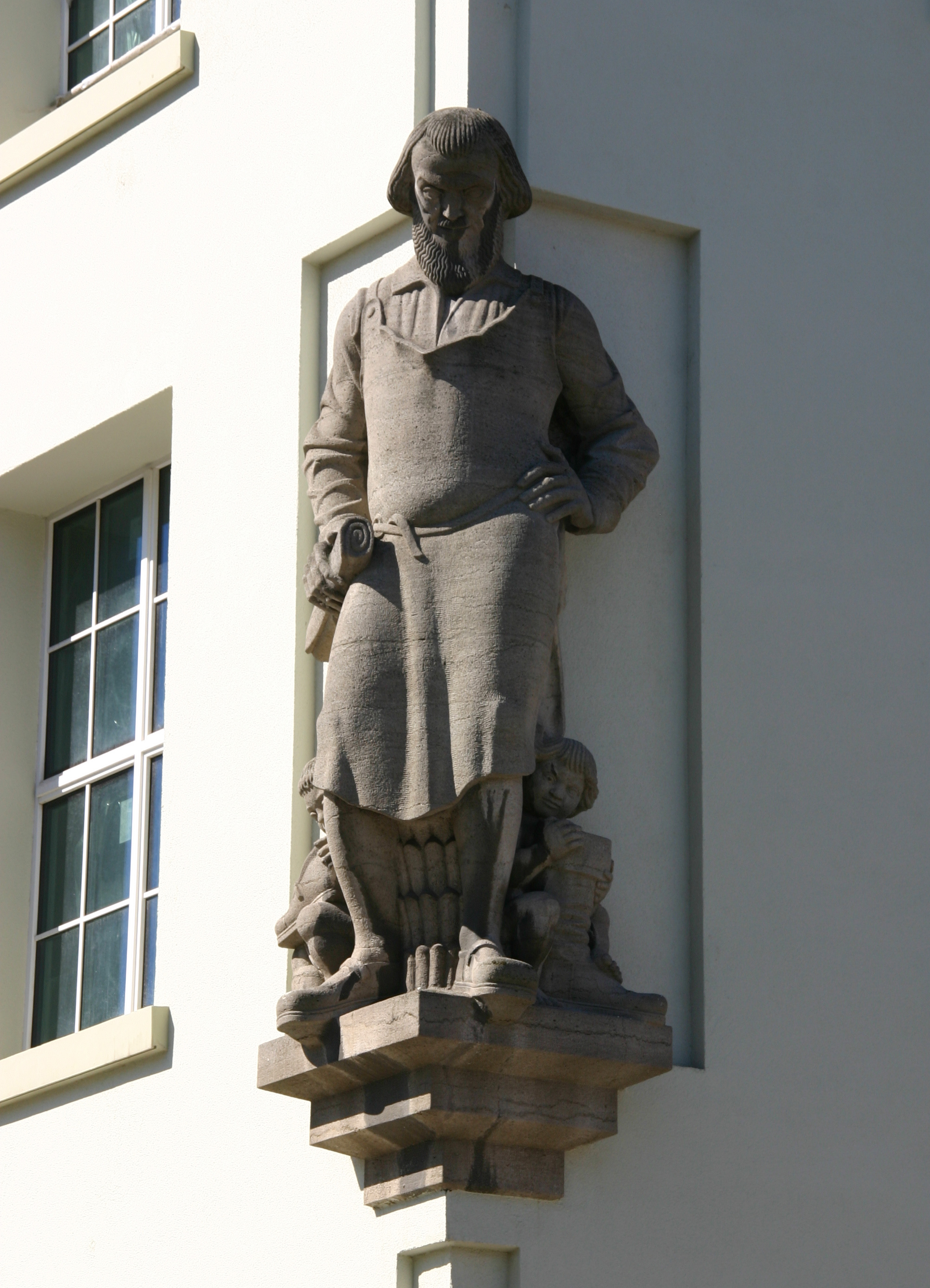
Plastik des Schuhmachers Hans Sachs zur Schäferstraße am sogenannten Hans-Sachs-Bau

Im September 1882 gründete Eduard Rheinberger (1856–1918) mit 15 Mitarbeitern seine Schuhfabrik im Husarenstall in Pirmasens. Zwei Jahre später zog der Betrieb mit 100 Arbeitern in ein eigenes Gebäude in der Ringstraße. Nach Ausweitung der Produktion kaufte Rheinberger 1903 ein großes Gelände in der Schachenstraße. Ein 1905 dort errichtetes neues Fabrikgebäude wurde bis 1911 weiter vergrößert. Bald arbeiteten 1.500 Mitarbeiter für Rheinberger. In Clausen und Lemberg wurden Teilbetriebe gegründet, die Schuhteile fertigten. Zwischenzeitlich traten ab 1909 Eduard Rheinbergers Söhne Gustav und ein Jahr später Robert (1894–1937) in die Firma ein.
Nach dem Ersten Weltkrieg und dem Tod von Eduard Rheinberger am 10. März 1918 übernahmen Gustav und Robert die Leitung der Fabrik. Schon 1920 wurde das Gebäude aufgestockt und die Firma 1923 mit einem Stammkapital von sechs Millionen Reichsmark in eine Aktiengesellschaft umgewandelt; Mitglieder der Familie Rheinberger hielten alle Aktien. 1925 wurde der siebenstöckige Hans-Sachs-Bau als Kopfbau der Fabrik an der Ecke Fröhn- und Schäferstraße errichtet. Zwei Jahre danach produzierten 1.800 Arbeiter 5.000 Paar Schuhe täglich. Neue Absatzmärkte in Dänemark, England, Österreich, der Schweiz und auf dem Balkan wurden erschlossen. Bis ins Jahr 1937 wurden die Fabrikgebäude mehrfach erweitert und die Zahl der Beschäftigten wuchs auf 2.300 an. Robert Rheinberger verstarb in diesem Jahr.
Das Unternehmen zeichnete sich in der Zwischenkriegszeit durch soziales Engagement für seine Mitarbeiter aus: 1927–28 wurde ein Altersheim für ehemalige Betriebsangehörige errichtet und nach dem Bau erster Werkswohnungen in der heutigen Rheinbergerstraße im Winzler Viertel entstand später eine ganze Rheinberger-Siedlung auf dem Schachen. Zu den Schattenseiten der Unternehmensgeschichte zählt dagegen, dass sich Rheinberger während des Zweiten Weltkrieges neben anderen großen deutschen Unternehmen wie Salamander und Fagus an Materialtestversuchen auf der Schuhprüfstrecke im KZ Sachsenhausen beteiligte, bei denen zahlreiche Häftlinge zu Tode kamen.
Als im September 1939 die Stadt Pirmasens geräumt werden musste, erwarb Gustav Rheinberger in Offenbach ein Zweitwerk, in dem bis August 1940 1200 Mitarbeiter Schuhe herstellten. Nach Rückverlagerung der Produktion nach Pirmasens wurden in Offenbach vorwiegend Schuhteile – wie etwa Rahmen – produziert. Eduard Rheinberger, Sohn des verstorbenen Robert, leitete das Zweigwerk am Main. Ein Luftangriff am 19. März 1944 führte zur Zerstörung der Fabrik in Offenbach, während der Stammsitz kurz nach dem verheerenden Luftangriff auf Pirmasens am 15. März 1945 in den zwei Nächten zwischen dem 19. und dem 21. März zu mehr als der Hälfte ausbrannte. Mit nur 30 Arbeitern nahm Gustav Rheinberger 1945 die Produktion wieder auf. 1946 wurden etwa 200 Maschinen demontiert und als Reparationszahlungen abtransportiert. 1950 erfolgte die Umstellung der Stammkapitalwährung auf sechs Millionen DM. Ein Jahr später wuchs die Belegschaft auf über 2.500 Mitarbeiter an. Der Slogan „Rheinberger-Meisterschuhe“ wurde zu einem Qualitätsbegriff. Der jüngere Eduard Rheinberger verstarb 1953 und sein Bruder Klaus übernahm das Werk in Offenbach. Im Jahr 1962 produzierte die Firma 1,5 Millionen Paar Schuhe.

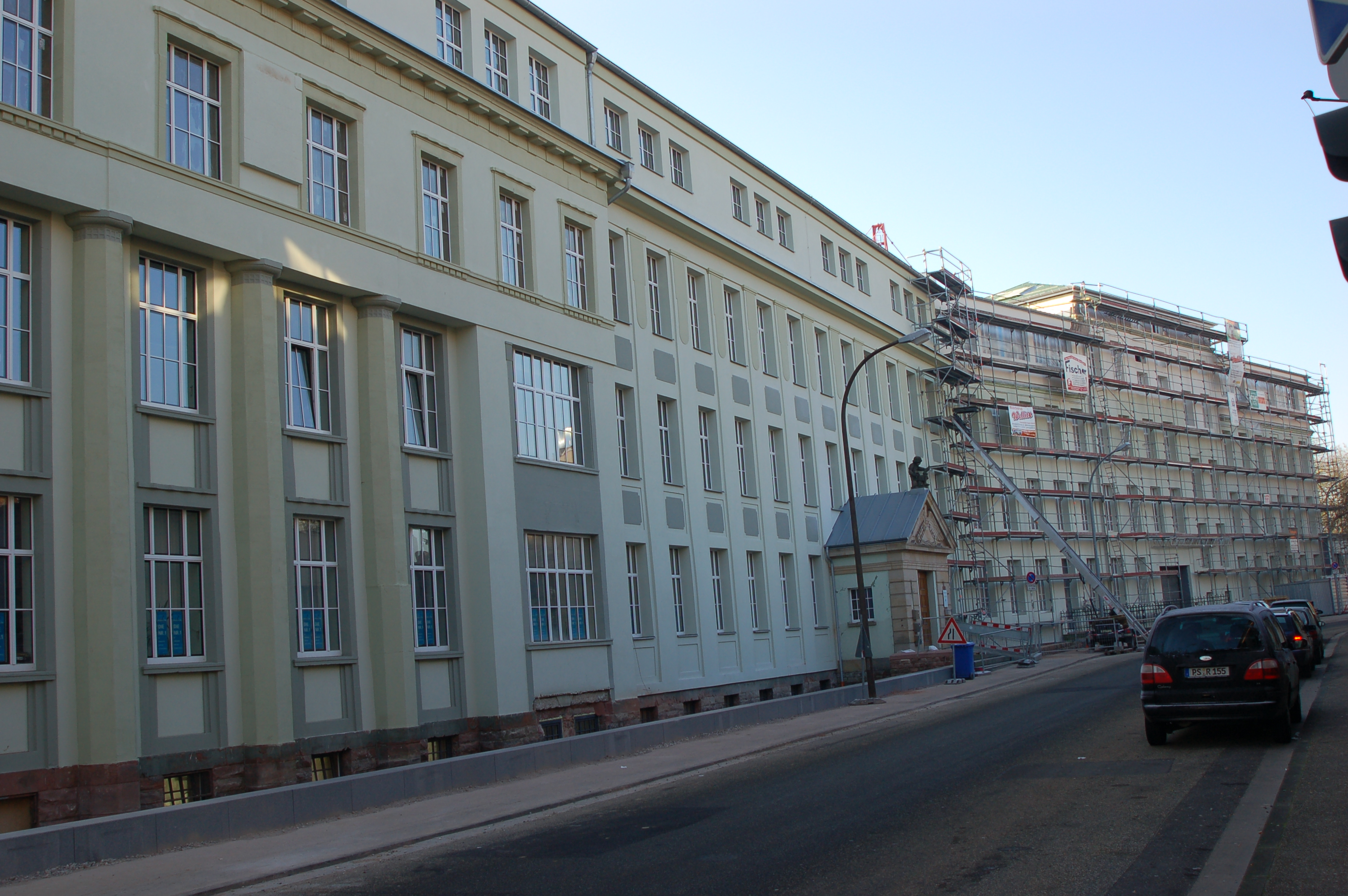
Der Rheinberger-Komplex wird renoviert: linker Bereich schon fertig, rechts wird noch gebaut

Nach dem Tod des ersten Ehrenbürgers der Stadt Pirmasens – Gustav Rheinberger – am 23. Januar 1968 und dem beginnenden Niedergang der Schuhindustrie in Pirmasens wurden die Aktien der Firma 1973, mit noch 700 Angestellten, für 12 Millionen DM an zwei Privatbanken verkauft. Von diesen erwarb im gleichen Jahr die Hauensteiner ASS Schuhfabriken GmbH die Reste der Firma Rheinberger. Nachdem die Schuhfertigung mit den verbliebenen 250 Mitarbeitern nach Schwanheim verlagert worden war, wurde der Betrieb in den Jahren 1995–1996 endgültig geschlossen.

### Ausblick

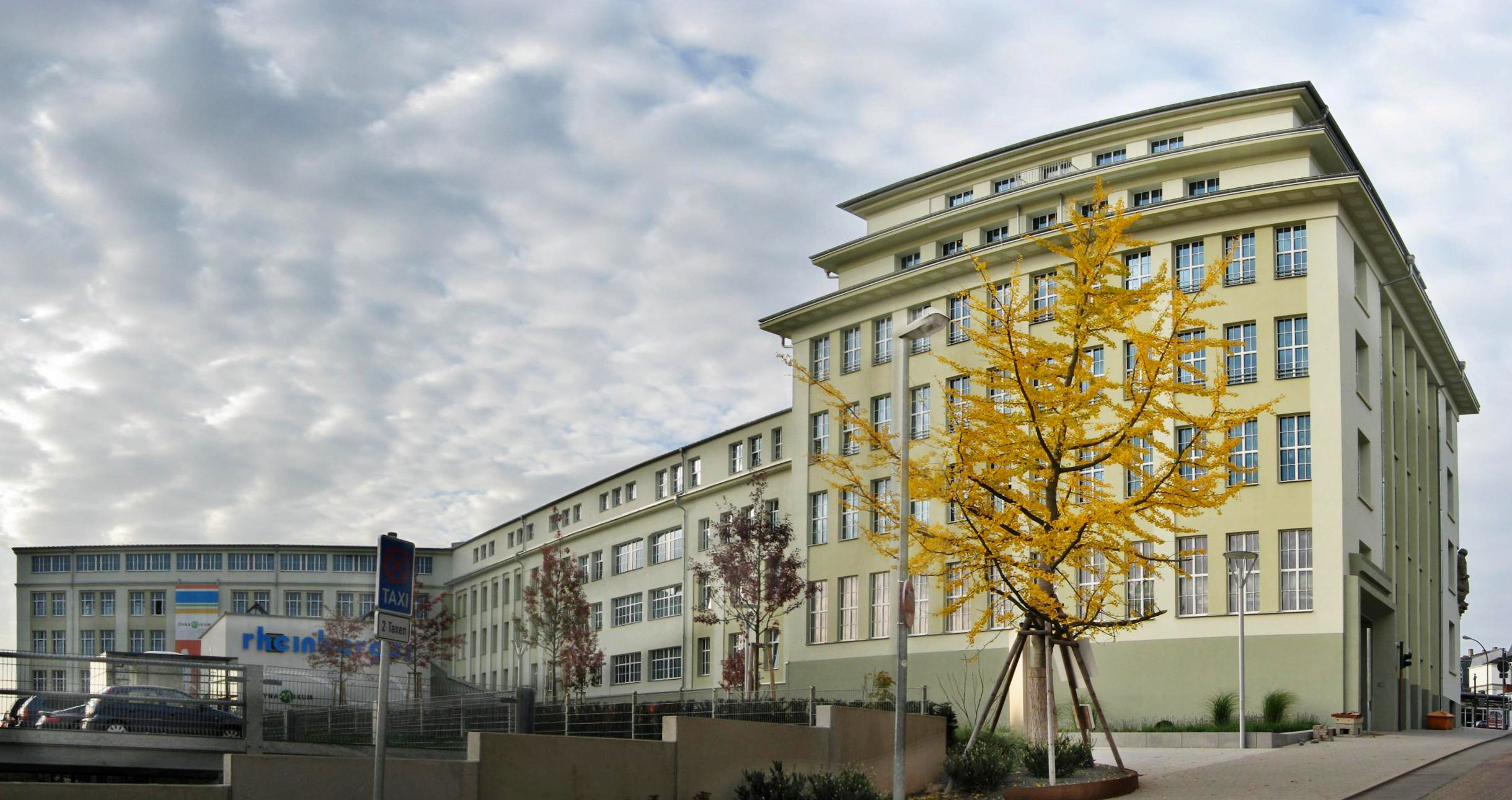
Rückansicht/Innenhof des Gebäudes nach dem Umbau 2008.

2007 begann die Stadt Pirmasens damit, das ehemalige Betriebsgelände in einen Gewerbepark umzuwandeln und baufällige Gebäudeteile wurden abgerissen. Bei der Restgröße des Gebäudekomplexes von rund 18.000 m2 Nutzfläche wurde eine Investitionssumme von ca. 19 Mio. € kalkuliert. Die Finanzierung wurde durch eine Spende von 1 Million € des Rheinberger-Nachkommen Klaus Rheinberger, Fördermittel aus dem Bundespilotprojekt Stadtumbau West sowie aus Landesmitteln gedeckt. Ende April 2008 wurde in einem Teil des Gebäudes das erste Science Center in Rheinland-Pfalz, das Dynamikum eröffnet.

## Zahlen und Fakten
Waren im Jahr 1914 in 243 Pirmasenser Schuhfabriken 14.000 Menschen beschäftigt, so stieg diese Zahl bis 1970 auf 22.000. Heute arbeiten lediglich noch ca. 1.200 in der Schuhproduktion, alleine 200 davon bei Peter Kaiser. Bei Rheinberger stieg die Anzahl der Arbeiter von knapp 15 bei der Gründung 1882 über 1.500 (1905) auf 2.500 im Jahr 1937. Danach begann der Abstieg über 700 Personen 1973 bis auf 250 bei der Schließung.